# Кадрифаковско клане
Кадрифаковското клане е убийството на мирни сръбски колонисти в щипското село Кадрифаково от страна на чета на Вътрешната македонска революцинна организация, начело с войводата Иван Бърльо, извършено на 16 януари 1923 година с цел сплашване на сръбските колонисти и прекратяване на сръбската колонизация в попадналата под сръбска власт Вардарска Македония.

## Предистория
След Първата световна война сръбските власти полагат целенасочени усилия за колонизиране на Вардарска Македония с цел ликвидиране на опората на българското съпротивително движение. Колонизацията е особено интензивна в източната част на региона, тъй като властта се опитва да създаде буферна зона отделяща го от България. На колонистите се дават големи парцели плодородни земи, често отнемани от местното население, държавата им предоставя къщи, сечива и кредити. Колонистите са задължавани да извършват и контрачетническа дейност.
ВМРО многократно отправя предупреждения към сръбските власти да спрат докарването на колонисти в Македония.

## Клането
На 16 януари 1923 година 20-членната чета на Иван Бърльо внезапно напада Кадрифаково. Двадесет и трима заселници и част от техните семейства са убити, селото е запалено, а всички сръбски заселници го напускат. Четата не дава жертви, тъй като изненадата на нападението е пълна и сръбските власти не успяват бързо да изпратят войска от Щип. Според лидера на ВМРО Иван Михайлов целта на нападението
| „ | бе да спре по-нататъшното заселване на сърби от северните краища на Югославия. | “ |

## Последици
След клането властите арестуват много селяни от околните села, които са съдени в Щип на базата на фалшиви и изтръгнати с насилие свидетелски показания. Защитникът на селяните заявява, че
| „ | Тези, които съдите са невинни. Отговорността за убийствата от Кадрифаково пада върху властите. | “ |

Един от обвинените е осъден на смърт, двама по на 20 години затвор, а един на 5 години.
На 2 март 1923 по нареждане на щипския велик жупан Добрица Маткович в радовишкото село Гарван без съд са застреляни 28 селяни, между които и три деца от 13 до 18 години. Клането предизвика реакции не само в Европа, но и в самата Югославия. Въпреки тази разправа с мирното население след нападението на Кадрифаково от 59-те сръбски колонистки семейства се връщат само 19 и сръбската колонизация в Щипско на практика спира. Според Иван Михайлов:
| „ | Всеки колонист знаеше занапред, че животът му е винаги в опасност... Цялото селско население беше доволно от тази мярка на ВМРО. Повечето от пришелците се завърнаха там, откъдето бяха дошли. | “ |